# 汎航通運
汎航通運股份有限公司（英文：Formosa Fairway Corporation），簡稱汎航通運，是台塑關係企業旗下的客運公司。
在此處的路線、車輛等營運內容包含以長庚醫院為名義，由汎航通運實質管理的院區交通車（白牌自用車輛）。

## 沿革
- 1984年3月，由台塑關係企業之台灣塑膠工業、南亞塑膠、台灣化學纖維共同投資成立汎航貨櫃通運公司，經營貨櫃運輸。
- 1990年代早期，長庚紀念醫院管理處車輛課，已有闢駛林口院區至臺北院區之交通車。由於醫療財團法人無法直接經營汽車運輸業，提出申請亦無任何保證[參⁠ 1]，多方考量下決定由汎航貨櫃通運負責申請營業許可。
- 1995年6月，配合中華民國交通部國道客運路權開放民營，汎航貨櫃通運取得林口長庚至臺北長庚、林口長庚至臺北北門二條路線營業許可。
- 1995年7月，汎航貨櫃通運取得臺北長庚至基隆長庚路線之營業許可。
- 1995年8月，汎航貨櫃通運更名為汎航通運，營業項目增加公路汽車客運業。
- 1996年11月林口長庚至臺北長庚、林口長庚至臺北北門，1997年9月臺北市至基隆市之路線相繼通車。至此，長庚紀念醫院管理處車輛課名義上僅管理院區與眷舍之交通車。
- 1998年1月，汎航通運取得林口長庚至桃園縣桃園市、林口長庚至桃園縣中壢市路線之營業許可。
- 1999年10月，林口長庚至桃園市、林口長庚至中壢市路線通車營運。
- 2018年12月18日，2002路線（臺北長庚至基隆長庚）退出營運，由國光客運承接；隔年，醫護社區往基隆長庚專車亦退出營運，由遊覽車業者承接。
- 2022年9月15日，獲交通部公路總局109年公路汽車客運業營運與服務評鑑作業「優等」，公司及各路線分數為全國第一。
- 2025年4月18日：2001路線（林口長庚－臺北車站）全面停駛。

## 採用車種
- 瑞典斯堪尼亞：

1993年起先行使用，是針對國道客運所設計的，以白底綠色線條為主要車身彩繪。
1996年、1999年，分別引進不同配置的K113巴士，建置完善的車隊。
2003年，引進12輛具有LED路線板的K114氣墊巴士，以加強服務基隆長庚、台北車站與台北長庚等三條路線。
2008年，曾分批將1993年(交通車)、1996年車輛進廠施作整車性翻修(外觀、內裝)，上路後曾令乘客產生新車的錯覺。
2015年，引進28輛K320氣墊巴士，睽違10多年終於再度注入新血，採用歐盟五期環保引擎(EURO5)的新巴士，汰換部分的1995與1996年份和全數1999年份車輛。
- 瑞典富豪巴士：

2011年4月，引進7輛Volvo B7RLE低地板巴士，主要行駛於桃園分院、護理之家、養生文化村間，加強服務老年及行動不便乘客。
2018年，引進14輛Volvo B11R，全數汰換1996年份車輛。
2022年，將使用逾12年的Volvo B7RLE低地板巴士送至大吉汽車施作整車性外觀與內裝部分翻修
2022年，引進3輛Volvo B8RLE低地板巴士，汰換部分1995和1996年份自用牌車輛
- 日本豐田汽車：採用豐田Coaster小型巴士，曾是專為護理之家專車購置的車型，另有一台醫療巡迴車。

## 營運路線

### 國道客運
- 2000：林口長庚－臺北長庚

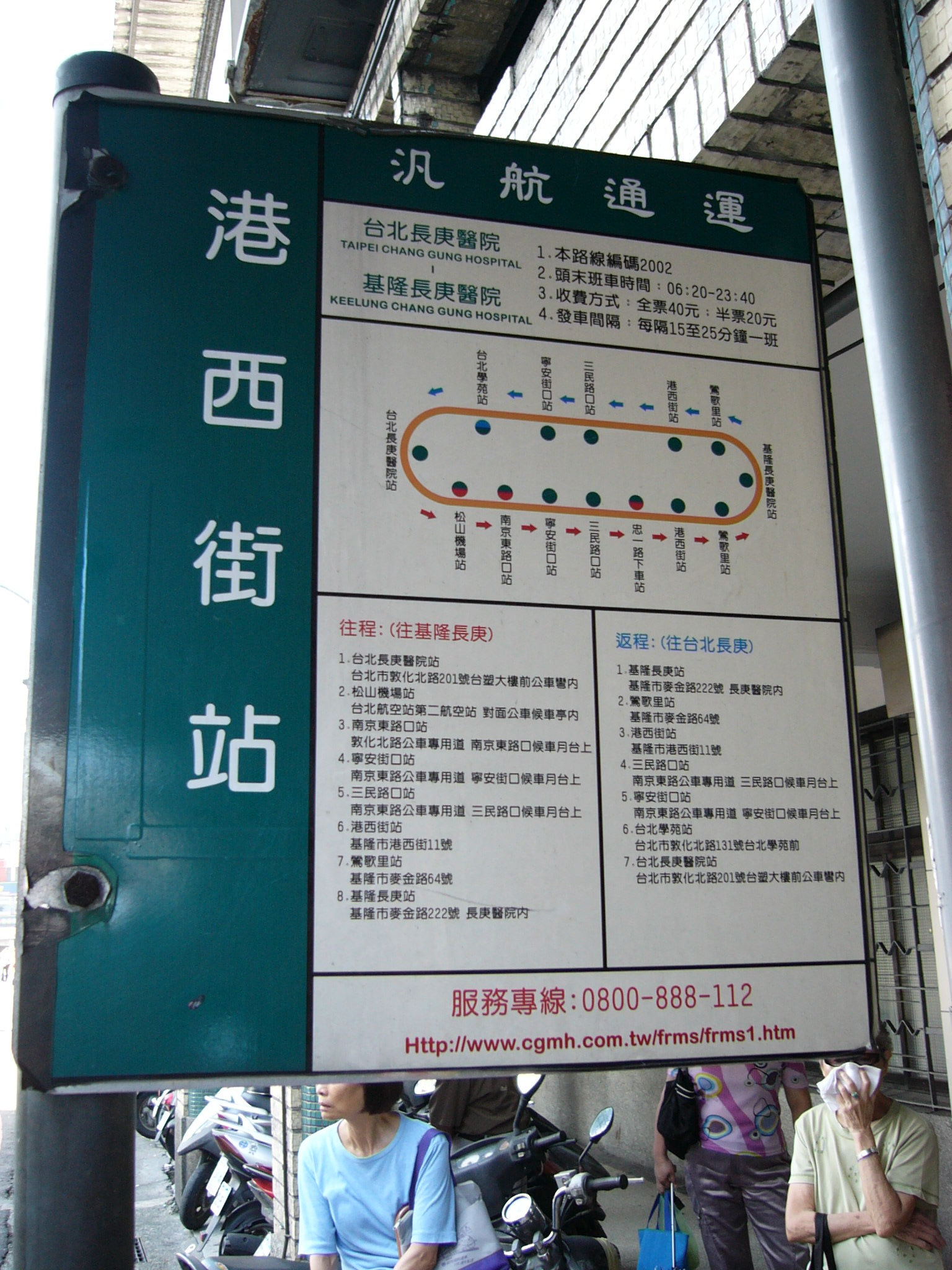
汎航通運2002線站牌（一度由國光客運行駛，現正回歸支援）

- 2003：林口長庚－桃園車站（桃花園飯店）
- 2004：林口長庚－中壢車站（中央東路）

### 院區交通車（免費）
- 1：林口總院－桃園院區
- 2：林口總院－桃園院區－護理之家/養生文化村
- 3：林口總院－護理之家/養生文化村
- 5：林口總院－長庚校區
- 6：林口總院－醫護社區
- 7：林口總院－醫護社區－長庚校區

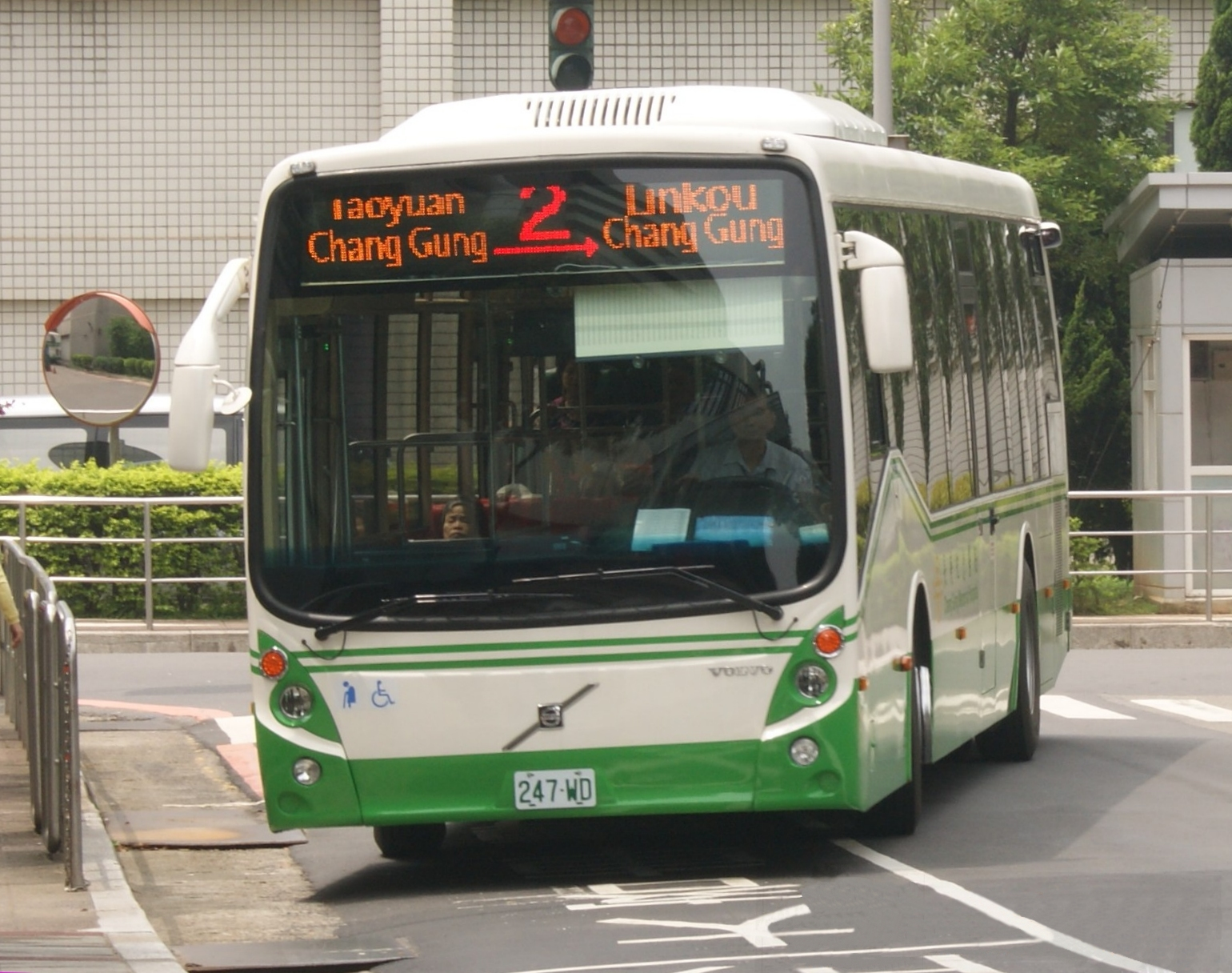
VOLVO B7RLE低地板公車服務於長庚1~7路線。

## 外部連結
- 官方网站